# Europawahl in Slowenien 2024
- SD: 1
- Vesna: 1
- GS: 2
- NSi: 1
- SDS: 4

- S&D: 1
- G/EFA: 1
- RE: 2
- EVP: 5

Die Europawahl in Slowenien 2024 fand am 9. Juni als Teil der EU-weiten Europawahl 2024 statt. Sie war die fünfte Wahl zum Europäischen Parlament. In Slowenien wurden 9 der 720 Abgeordneten des Europaparlaments gewählt.

## Ausgangslage

### Scheidendes Parlament
| Fraktion                       | Fraktion                                               | Mandate | Partei                               | Partei                        | Mandate |
| ------------------------------ | ------------------------------------------------------ | ------- | ------------------------------------ | ----------------------------- | ------- |
|                                | Fraktion der Europäischen Volkspartei                  | 4 / 8   |                                      | Slovenska demokratska stranka | 2 / 8   |
|                                | Fraktion der Europäischen Volkspartei                  | 4 / 8   | Nova Slovenija – Krščanski demokrati | 1 / 8                         |         |
|                                | Fraktion der Europäischen Volkspartei                  | 4 / 8   | Slovenska ljudska stranka            | 1 / 8                         |         |
|                                | Fraktion der Progressiven Allianz der Sozialdemokraten | 2 / 8   |                                      | Socialni demokrati            | 2 / 8   |
|                                | Renew Europe                                           | 2 / 8   |                                      | Gibanje Svoboda               | 2 / 8   |
|                                |                                                        |         |                                      |                               |         |
| Quelle: Europäisches Parlament |                                                        |         |                                      |                               |         |

### Listen und Parteien
| N.                               | Liste | Liste                                       | Partei                                      | Partei                                             | Europapartei | Erstplatzierter in der Liste |
| -------------------------------- | ----- | ------------------------------------------- | ------------------------------------------- | -------------------------------------------------- | ------------ | ---------------------------- |
| 1                                |       | Gibanje Svoboda (GS)                        | Gibanje Svoboda (GS)                        | Gibanje Svoboda (GS)                               | –            | Irena Joveva                 |
| 2                                |       | Slovenska demokratska stranka (SDS)         | Slovenska demokratska stranka (SDS)         | Slovenska demokratska stranka (SDS)                | EVP          | Romana Tomc                  |
| 3                                |       | VESNA – zelena stranka                      | VESNA – zelena stranka                      | VESNA – zelena stranka                             | EGP          | Vladimir Prebilič            |
| 4                                |       | DeSUS in Dobra država                       |                                             | Demokratična stranka upokojencev Slovenije (DeSUS) | EDP          | Uroš Lipušček                |
| 4                                |       | DeSUS in Dobra država                       | Dobra država (DD)                           | –                                                  |              | Uroš Lipušček                |
| 5                                |       | Slovenska ljudska stranka (SLS)             | Slovenska ljudska stranka (SLS)             | Slovenska ljudska stranka (SLS)                    | EVP          | Peter Gregorčič              |
| 6                                |       | Nova Slovenija – Krščanski demokrati (N.Si) | Nova Slovenija – Krščanski demokrati (N.Si) | Nova Slovenija – Krščanski demokrati (N.Si)        | EVP          | Matej Tonin                  |
| 7                                |       | Levica                                      | Levica                                      | Levica                                             | EL           | Nataša Sukič                 |
| 8                                |       | Zeleni Slovenije (ZS)                       |                                             | Zeleni Slovenije (ZS)                              | –            | Klemen Grošelj               |
| 8                                |       | Zeleni Slovenije (ZS)                       | Stranka mladih – Zeleni Evrope (SMS)        | EGP                                                |              | Klemen Grošelj               |
| 9                                |       | Socialni demokrati (SD)                     | Socialni demokrati (SD)                     | Socialni demokrati (SD)                            | SPE          | Matjaž Nemec                 |
| 10                               |       | Resni.ca                                    | Resni.ca                                    | Resni.ca                                           | –            | Zoran Stevanović             |
| 11                               |       | Nič od tega                                 | Nič od tega                                 | Nič od tega                                        | –            | Violeta Tomić                |
|                                  |       |                                             |                                             |                                                    |              |                              |
| Quelle: Državna volilna komisija |       |                                             |                                             |                                                    |              |                              |

## Ergebnis

### Nach Parteien
- Wahllokale: 100,0 %

| Listen                                                     | Listen                                                               | Stimmen   | %    | Mandate |
| ---------------------------------------------------------- | -------------------------------------------------------------------- | --------- | ---- | ------- |
|                                                            | Slovenska demokratska stranka (SDS)                                  | 206.386   | 30,6 | 4       |
|                                                            | Gibanje Svoboda (GS)                                                 | 149.200   | 22,1 | 2       |
|                                                            | VESNA – zelena stranka                                               | 71.023    | 10,5 | 1       |
|                                                            | Socialni demokrati (SD)                                              | 52.390    | 7,8  | 1       |
|                                                            | Nova Slovenija – Krščanski demokrati (N.Si)                          | 51.812    | 7,7  | 1       |
|                                                            | Slovenska ljudska stranka (SLS)                                      | 48.637    | 7,2  | –       |
|                                                            | Levica                                                               | 32.436    | 4,8  | –       |
|                                                            | Resni.ca                                                             | 26.767    | 4,0  | –       |
|                                                            | Demokratična stranka upokojencev Slovenije – Dobra Država (DeSUS–DD) | 14.980    | 2,2  | –       |
|                                                            | Zeleni Slovenije (ZS)                                                | 10.865    | 1,6  | –       |
|                                                            | Sonstige                                                             | 10.263    | 1,5  | –       |
| Gesamt                                                     | Gesamt                                                               | 674.759   | 100  | 9       |
|                                                            |                                                                      |           |      |         |
| Ungültige Stimmen                                          | Ungültige Stimmen                                                    | 31.182    | 4,4  |         |
| Wähler                                                     | Wähler                                                               | 705.941   | 41,8 |         |
| Wahlberechtigte                                            | Wahlberechtigte                                                      | 1.689.602 |      |         |
|                                                            |                                                                      |           |      |         |
| Quellen: Državna volilna komisija, Listen, Wahlberechtigte |                                                                      |           |      |         |